# Gregory Infante
Gregory Alexander Infante (nació en Caracas, Distrito Federal, Venezuela, el 7 de septiembre de 1987) es un lanzador venezolano de béisbol profesional que juega en la Liga Venezolana de Béisbol Profesional para la organización los Tiburones de La Guaira.

## Carrera profesional

### Chicago White Sox
Infante fue firmado por los Medias Blancas de Chicago como un agente libre internacional en 2006. Fue llamado a los comandantes por primera vez el 1 de septiembre de 2010 e hizo su primera aparición en las Grandes Ligas  el 7 de septiembre jugando contra los Tigres de Detroit convirtiéndose así en el Venezolano N.º 256 las Grandes Ligas. En cinco juegos con los Medias Blancas de Chicago, lanzó 4 y 2/3 entradas en blanco, permitiendo solo 2 hits. Infante fue lanzado el 30 de agosto de 2012. 

### Los Angeles Dodgers
Firmó un contrato con los Dodgers de Los Ángeles como un agente libre de la liga menor en noviembre de 2012 y fue asignado a Double A con los Chattanooga Lookouts de la Southern League. Hizo 27 apariciones de relevo con los Lookouts y fue 1-1 con una efectividad de 3.35. Fue ascendido a Triple A con los Albuquerque Isotopes de la Pacific Coast League, donde hizo una aparición y permitió 3 carreras en dos entradas. Fue puesto en libertad el 9 de julio.

### Toronto Blue Jays
Infante firmó un contrato de ligas menores con los Azulejos de Toronto en diciembre de 2013. Pasó tiempo en la Doble A con los New Hampshire Fisher Cats de la Eastern League y en la Triple A con los Buffalo Bisons de la International League en 2014.
Infante firmó otro contrato de ligas menores con los Azulejos de Toronto el 29 de octubre de 2014, que incluía una invitación para el entrenamiento de primavera.

### Philadelphia Phillies
El 14 de diciembre de 2015, Infante firmó un contrato de ligas menores con los Filis de Filadelfia con una invitación al entrenamiento de primavera.
Comparte  esta temporada en la Triple A con los Lehigh Valley IronPigs de la International League y en la Doble A con los Reading Fightin Phils  de la Eastern League.

### Chicago White Sox
Antes de la temporada 2017, firmó un contrato de ligas menores para regresar a los Medias Blancas de Chicago.
El 2 de noviembre de 2018, Gregory Infante es elegido como agente libre.

### Orioles Baltimore
El 6 de enero de 2019 los Orioles de Baltimore firmaron al agente libre  RHP Gregory Infante con un contrato de ligas menores y invitado a spring training.
15 de febrero de 2019, Grégory Infante, relevista invitado a entrenar con los Orioles de Baltimore, luego de firmar en enero contrato de Triple A, no ha podido reportarse al campamento primaveral.
Brandon Hyde, nuevo mánager oropéndola, declaró a MASN.com que el derecho se encuentra aún en Venezuela, “afectado por una enfermedad que le ha impedido viajar”.
El 29 de marzo de 2019, Los Norfolk Tides de la International League de la clase Triple A dejaron en libertad a Pincher Gregory Infante.